# Pulau Moyo
Pulau Moyo är en ö i Indonesien.   Den ligger i provinsen Nusa Tenggara Barat, i den centrala delen av landet, 1 200 km öster om huvudstaden Jakarta. Arean är 330 kvadratkilometer.
Terrängen på Pulau Moyo är lite kuperad. Öns högsta punkt är 528 meter över havet. Den sträcker sig 27,3 kilometer i nord-sydlig riktning, och 24,1 kilometer i öst-västlig riktning.